# Pietro Sterbini
Pietro Sterbini (Sgurgola, 25 gennaio 1793 – Napoli, 30 settembre 1863) è stato un politico e giornalista italiano.
Fu Ministro dei Lavori pubblici, Industria e Commercio nei governi di Carlo Emanuele Muzzarelli. Fu anche un attivista carbonaro.

## Biografia

### Dalla nascita al 1850
Vissuto fra Vico e Roma, studiò al Seminario Vescovile di Veroli e all'Università di Roma, laureandosi in Medicina e Chirurgia. 
Nel 1821 fu a capo della sommossa intesa ad allacciarsi alla rivoluzione che era in atto nelle Marche, nella Romagna, e nell'Umbria.
Durante i moti del 1830-1831 si recò a Terni, assieme al suo amico Michele Accursi, per cercare di convincere il generale Giuseppe Sercognani a organizzare una marcia su Roma. 
Dopo la fine dei Moti rimase per qualche tempo nascosto e in seguito riuscì ad avere un passaporto; nel dicembre del 1833, esiliò in Corsica, dove rimase fino al 1835. Nell'isola si rapportò con Pasquale Berghini, Pietro Giannone e con altri mazziniani.
Nel 1835 si trasferì a Marsiglia, dove proseguì la propria attività politica e partecipò attivamente alla lotta contro il colera, esercitando nel contempo la professione medica. 
Nel 1846, salito al potere Pio IX, decise di tornare in Italia approfittando della sua politica a favore dei prigionieri politici.
Dal 1847 collaborò con il quotidiano pro-rivoluzionario Il Contemporaneo. Nel 1848 si candidò al Consiglio dei Deputati dello Stato Pontificio, venendo eletto nel collegio di Anagni.
Dopo l'armistizio di Salasco (9 agosto 1848), cercò di incitare le folle: «O popoli armatevi, senza domandare permesso ad alcuno. L'uomo assalito da un assassino domanda forse a un altro assassino il permesso di difendere la propria vita se ha i mezzi per farlo? [...] Voi non avete bisogno né di governi che dichiarino la guerra né di ministri che vi diano le armi. Dichiarate la guerra col fatto, cercate le armi e le avrete».
Sterbini criticava Pellegrino Rossi, all'epoca Ministro degli Interni nel Gabinetto costituzionale pontificio, definendolo come l'inimico d'Italia, e il suo omicidio, avvenuto il 15 novembre 1848, gli venne attribuito per via dei suoi discorsi istigatori tenuti il giorno prima «non ci fosse in Roma un braccio ardito capace di troncare di un colpo la vita del tiranno».
Dopo la fuga di Pio IX fu eletto tra i deputati dell'Assemblea costituente della Repubblica Romana nel collegio provinciale di Frosinone.
Nel novembre del 1848 fu nominato Ministro dei Lavori pubblici, Industria e Commercio nel governo Muzzarelli-Galletti (20 novembre - 29 dicembre 1848). Riuscì ad ottenere fondi per 7.850 scudi con cui diede lavoro a molte persone come operai; in quello stesso periodo per il suo agire si venne a coniare il termine «dittatura sterbiniana».
Sterbini fu imputato nelle aule del Tribunale Supremo della Sacra Consulta nel processo per l'omicidio di Pellegrino Rossi, perché era stato considerato il primo mandante del suo omicidio.

### Gli ultimi anni
Dopo il ritorno di Pio IX a Roma fuggì in Svizzera e, nel 1851, in seguito all'espulsione da parte del governo svizzero, passò prima nello stato sabaudo e in seguito, dal 1852, a Parigi. Qui aderì alla linea politica di Cavour a favore della monarchia dei Savoia.
Nel 1860 si trasferì a Napoli dove insieme a Diodato Lioy fondò il giornale Roma (22 agosto 1862) segnando un «accordo della democrazia con la monarchia e della libertà con la religione». Rimase a Napoli sino alla sua morte.

## Opere
- La vestale (1827)
- Saggio di poesie (Roma 1829)
- Lo schiavo Italiano in Algeri nel luglio dell'anno 1830
- Poesie di Pietro Sterbini   (1835)
- Ultimi avvenimenti di Roma  (1847)
- Il vessillo offerto dai bolognesi ai romani  (1847), ode musicata dal maestro Gaetano Magazzari
- Tauride (1855), a favore dell'impegno piemontese in Crimea